# Конотопы (Минская область)
Конотопы (бел. Канато́пы) — деревня в Копыльском районе Минской области Беларуси. В составе Тимковичского сельсовета.

## География

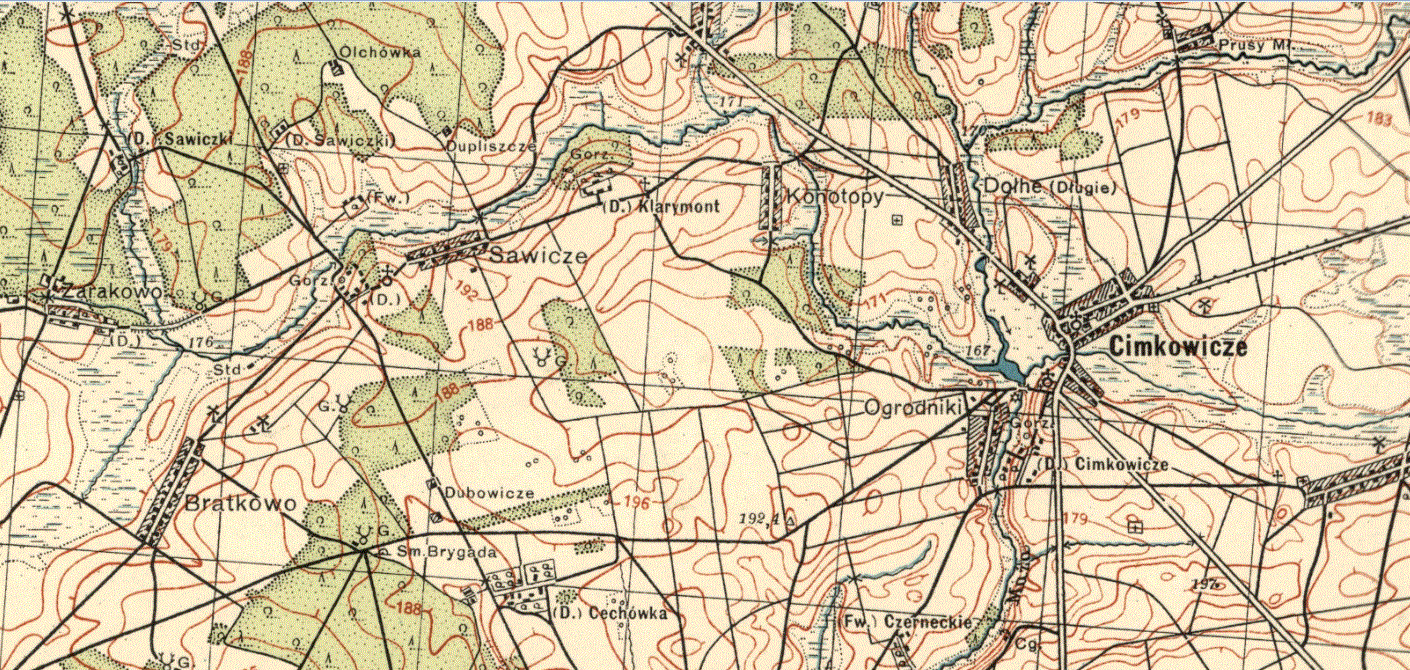
Конотопы на старой карте

Ближайшие населённые пункты Долгое, Огородники, Рудное и др.

### Гидрография
Недалеко протекает река Томашёвка.

## История
В 1908 году в Тимковичской волости Слуцкого уезда Минской губернии.
До 28 мая 2013 года деревня входила в состав Великораевского сельсовета.

## Население

### Численность
- 2019 год — 9 жителей

### Динамика
- 1908 год — 271 жителей, 39 дворов[3]
- 1999 год — 67 жителей (перепись населения)
- 2009 год — 28 жителей (перепись населения)[3]
- 2019 год — 9 жителей (перепись населения)

## Улицы
- Центральная

## Достопримечательность
- Между д. Савичи и д. Конотопы расположена усадьба Кляримонты.